# 上腸間膜動脈血栓症
上腸間膜動脈血栓症（じょうちょうかんまくどうみゃくけっせんしょう、英語: mesenteric ischemia）とは、消化管の血液供給が止まり、消化管が壊死する病気の事である。「心筋梗塞や脳梗塞が消化管で起こった病気」と形容されることもあるほど重篤な疾患である。

## 概要
上腸間膜動脈とは全ての小腸と大腸の約半分に血液を供給する血管の事で、大部分がこの血管によって栄養され、酸素の供給を受けている。血栓とは血管内腔にできた「みずあか」のようなもので、これにより血管内腔が細くなる。つまり上腸間膜動脈血栓症とは、消化管の血液供給が止まり、消化管が壊死する病気なのである。

## 症状・診断
この病気の自覚症状は突然訪れる。今まで経験した事の無いような非常に激しい腹痛が起こり、嘔吐、下痢、下血（血便）、呼吸困難などの症状を起こす。しかしこの病気の初期症状は診察所見が乏しいため、熟練した医師でも診断が非常に難しい場合がある。そのため時間がたつと、腹部が張ってきたり腹膜炎などの症状が出てくる。食後約15分から1時間から始まり、数時間でおさまる上腹部の腹痛がある場合、上腸間膜動脈血栓症の前触れの症状の可能性があり、かかりつけの医師などに相談する必要がある。

## 治療
治療としては緊急手術が必要になる。しかし救命率は低く、半分以上の罹患者が落命する可能性がある。仮に救命できたとしても、その場合は水分や栄養分を吸収する消化管を切除しているため、生涯にわたって点滴を欠かす事ができなくなる場合が多い。なお、高齢者がこの病気に罹患した場合、高血圧や糖尿病などの病気が背景にある場合は、動脈硬化がある可能性が高く、上腸間膜動脈血栓症で危険グループに入る事になる。
手術後の合併症として短腸症候群があげられる。